# Mistrzostwa Europy w Judo 1955
5. Mistrzostwa Europy w Judo odbyły się w dniu 4 grudnia 1955 roku w Paryżu.  

## Klasyfikacja medalowa
| Miejsce | Państwo         |   |   |    | Razem |
| ------- | --------------- | - | - | -- | ----- |
| 1       | Francja         | 4 | 3 | 1  | 6     |
| 2       | Holandia        | 1 | 1 | 3  | 5     |
| 3       | Belgia          | 1 | 0 | 1  | 2     |
| 4       | Wielka Brytania | 0 | 2 | 1  | 3     |
| 5       | Czechosłowacja  | 0 | 0 | 2  | 2     |
| 6       | Austria         | 0 | 0 | 1  | 1     |
| .       | RFN             | 0 | 0 | 1  | 1     |
| Razem   | Razem           | 6 | 6 | 10 | 22    |

## Medaliści

### Mężczyźni
| Konkurencja: | Złoto:                                                                                   | Srebro:                                                                                      | Brąz: |
| −1 dan       | André Colonges                                                                           | Dominique Demartre                                                                           | Willem Dadema Jan de Waal |
| −2 dan       | Daniel Outelet                                                                           | Douglas Young                                                                                | Alexandr Adamec Tony Mack |
| −3 dan       | Anton Geesink                                                                            | Henri Courtine                                                                               | Alfred Tompich André Colonges |
| −4 dan       | Jean de Herdt                                                                            | Robert Sauvenière                                                                            | ---- |
| −Open        | Bernard Pariset                                                                          | Anton Geesink                                                                                | Heinrich Metzler Pierre de Rouck |
| Drużynowo    | Guy Cauquil · André Colonges · Henri Courtine · Robert Dazzi · Bernard Pariset · Francja | Geof Gleeson · Tony Mack · Charles Palmer · Warwick Stepto · Douglas Young · Wielka Brytania | Walter Gauhs · Robert Jaquemond · Leopold Körner · Franz Neugebauer · Kurt Wernard · Austria · Jan de Waal · Hein Essink · Piet Feyt · Anton Geesink · Geurt van den Dolewaard · Holandia |